# All Too Well: The Short Film
All Too Well: The Short Film é um curta-metragem de drama romântico escrito e dirigido pela cantora e compositora estadunidense Taylor Swift. O filme é baseado na versão estendida de "All Too Well" (2012), canção relançada em Red (Taylor's Version), de 2021. O curta é estrelado pelos atores Sadie Sink e Dylan O'Brien como um casal em um relacionamento que separam-se. Produzido por Saul Projects e Taylor Swift Productions, seu lançamento deu-se no dia 12 de novembro de 2021 em alguns cinemas pela Universal Pictures, e no YouTube pela PolyGram Entertainment e Republic Records.
O filme estreou no AMC Theatres em Lincoln Square, Nova Iorque, seguido por um lançamento limitado nos cinemas das principais cidades, e foi exibido especialmente nos festivais de cinema de Tribeca e Toronto em 2022, este último apresentou o filme no seu formato original de 35 mm. A obra obteve aclamação por parte da crítica especializada, ao qual destacaram a direção de Swift, a cinematografia e as atuações de Sink e O'Brien. Nos MTV Video Music Awards de 2022, venceu três das cinco categorias ao qual foi indicado; Vídeo do Ano, Melhor Vídeo de Longa Duração e Melhor Direção. Com tal feito, Swift tornou-se a primeira artista na premiação a ganhar o prêmio principal (Vídeo do Ano) por três vezes. A cantora ainda citou Barbara Stanwyck, John Cassavetes e Noah Baumbach como suas influências artísticas para o projeto.

## Sinopse
All Too Well: The Short Film é uma adaptação cinematográfica da canção de 2021 "All Too Well (10 Minute Version) (Taylor's Version) (From the Vault)" da cantora e compositora norte-americana Taylor Swift. Ele também serve como um videoclipe para a canção. Uma citação literária do poeta chileno Pablo Neruda—"É tão curto o amor, tão longo o esquecimento", de seu poema "Puedo Escribir Los Versos"—abre o filme. A história narra o relacionamento de dois amantes condenados, Ela e Ele, agravado por uma diferença de idade. "All Too Well (10 Minute Version)" toca ao longo do filme, exceto durante um conflito dialogado entre Ela e Ele. A canção detalha um romance florescente entre duas pessoas, e sua subsequente dissolução e desgosto resultante. Ela é a versão mais jovem de Swift, e Ele o sujeito. O filme de quase 15 minutos é dividido em sete capítulos—"An Upstate Escape", "The First Crack in the Glass", "Are You Real?", "The Breaking Point", "The Reeling", "The Remembering", e o epílogo "Thirteen Years Gone"—cada um dos quais representa um período formativo no relacionamento entre Ela e Ele.

## Elenco
- Sadie Sink como Ela
  - Taylor Swift como Ela, mais velha
- Dylan O'Brien como Ele[nota 3]
  - Jake Lyon como Ele, mais velho
- Shawn Levy como o pai Dela
- Mitchell Sink como convidado da festa

## Lançamento e promoção
Em setembro de 2021, Swift anunciou que seu álbum regravado, Red (Taylor's Version), uma regravação de seu quarto álbum de estúdio Red (2012), seria lançado em 12 de novembro de 2021. Ele contém a versão regravada da faixa "All Too Well" e sua versão sem cortes de 10 minutos como uma faixa bônus "from the vault". Em 5 de novembro de 2021, o Good Morning America revelou uma prévia do curta-metragem. A prévia mostrava um carro antigo dirigindo por uma estrada tranquila cercada por árvores outonais, assim como os nomes do elenco. All Too Well: The Short Film é um relato dramatizado dos incidentes e da dinâmica do relacionamento descrito na canção. O filme é sobre "uma jovem efervescente e curiosa que acaba completamente fora de si", afirmou Swift. Ela também disse que o filme é uma expressão de sua gratidão aos fãs pela recepção à canção "All Too Well" ao longo dos anos.

### Estreia
A estreia mundial do filme aconteceu em 12 de novembro no AMC Theatres em Lincoln Square, Nova Iorque com um público que incluía Swift, Sink, O'Brien, jornalistas, críticos de cinema e música e fãs escolhidos. Cada membro da plateia recebeu um pôster de filme autografado e um pacote personalizado de lenços de papel. Swift cantou "All Too Well (10 Minute Version)" no teatro após a exibição. O filme foi lançado mais tarde no mesmo dia no YouTube, 19 horas após o lançamento do álbum à meia-noite. Teve um lançamento limitado nos cinemas nas principais cidades.

### Festivais de cinema
Em 11 de junho de 2022, o curta-metragem teve uma exibição especial no Festival de Cinema de Tribeca de 2022 no Beacon Theatre, em Nova Iorque. Em uma entrevista ao diretor norte-americano Mike Mills, Swift discutiu seu processo de filmagem, enquanto Sink e O'Brien falaram sobre seus personagens no filme. Paula Weinstein, diretora de conteúdo do festival, disse em um comunicado sobre Swift: "Estamos muito animados e entusiasmados para apresentar uma lista convincente de Reuniões, Master Classes e Palestras de um dos contadores de histórias mais importantes e conhecidos de toda a arte, comédia, música, televisão e cinema".
O filme foi exibido em sua forma de 35 mm pela primeira vez no Festival Internacional de Cinema de Toronto de 2022 em 9 de setembro, na TIFF Bell Lightbox em Toronto, Ontário; Swift foi entrevistada pelo CEO do festival, Cameron Bailey, sobre "[sua] produção cinematográfica e aspectos visuais de sua música".